# ردهة

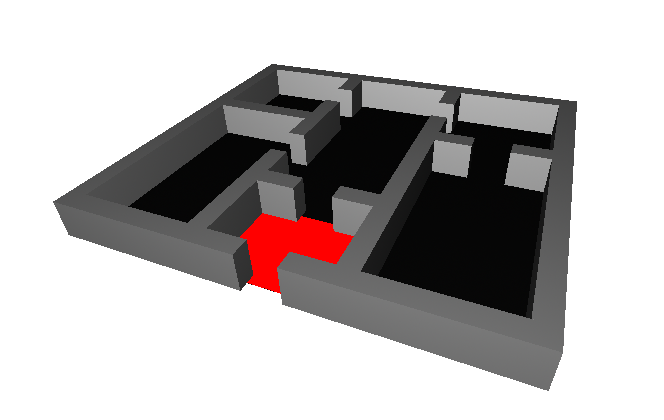
الردهة في مخطط هندسي تظهر باللون الأحمر

الردهة أو الدهليز في الهندسة المعمارية هي غرفة يعبر من خلالها للدخول إلى مبنىً ما، وتكون عادة الموزع المؤدي إلى الغرف المختلفة في المنزل.